# 존 포시
존 포지(John Posey, 영어 발음: /ˈpoʊzi/, 1956년 2월 7일 ~ )는 미국의 배우, 각본가이다.
하트퍼드에서 태어났다.

## 영화
- 얼론 (2020년) - 에이단 아버지 역
- 엘카미노 크리스마스 (2017)
- 앨티튜드(프랑스어판) (2017년)
- 더블유엠디: 대량살상무기 (2013년) - 대통령 역
- 레전더리 (2010년)
- 로보캅 3 (1993년)
- 전쟁과 사랑 (1987년)
- 맨헌터 (1986년)